# Loeseneriella crenata
Loeseneriella crenata är en benvedsväxtart som först beskrevs av Johann Friedrich Klotzsch, och fick sitt nu gällande namn av Rudolf Wilczek. Loeseneriella crenata ingår i släktet Loeseneriella och familjen Celastraceae. Utöver nominatformen finns också underarten L. c. loandensis.